# Paweł Skrzydlewski
Paweł Waldemar Skrzydlewski – polski filozof, nauczyciel akademicki, doktor habilitowany nauk humanistycznych, były wykładowca Katolickiego Uniwersytetu Lubelskiego Jana Pawła II, profesor uczelni w Państwowej Wyższej Szkoły Zawodowej w Chełmie. Specjalności: filozofia kultury, filozofia prawa, filozofia wychowania, metafizyka.

## Życiorys
W 1994 ukończył studia filozoficzne na Katolickim Uniwersytecie Lubelskim. W 1999 na podstawie napisanej pod kierunkiem Andrzeja Maryniarczyka rozprawy pt. Wolność człowieka i sposób jej realizacji w cywilizacji łacińskiej w ujęciu Feliksa Konecznego uzyskał tam na Wydziale Filozofii stopień naukowy doktora nauk humanistycznych (dyscyplina: filozofia, specjalność: filozofia). Na tym samym wydziale na podstawie dorobku naukowego oraz rozprawy pt. Antropologiczne i społeczne determinanty prawa. Studium z filozofii prawa uzyskał w 2014 stopień doktora habilitowanego nauk humanistycznych w dyscyplinie filozofia. 
Opublikował między innymi następujące prace: 
- Polityka w cywilizacji łacińskiej. Aktualność nauki Feliksa Konecznego, Lublin 2002 (ss. 164);
- Wolność człowieka w cywilizacji łacińskiej w ujęciu Feliksa Konecznego, Lublin 2013, ss. 313;
- Antropologiczne i społeczne determinanty prawa. Studium z filozofii prawa, Lublin 2013, ss. 387;
- Osoba w przestrzeni publicznej. Wybrane zagadnienia z filozofii człowieka i polityki, Kraków 2016, ss. 307;
- Ontyczne i społeczne podstawy pedagogii rodzinnej. Studium z filozofii wychowania i edukacji. Gdańsk 2018, ss. 239;
- Płciowość i wychowanie osoby, (wraz z M. Marczewski, P. Skrzydlewski) Gdańsk 2020, ss. 146;
- Antropologia filozoficzna i kulturowa, I. Chłodna, W. Daszkiewicz, R. Gawrych, M. Marczewski, A. Maryniarczyk, P. Skrzydlewski, Gdańsk 2020;
- Feliks Koneczny, red. P. Skrzydlewski, Kraków 2020, ss. 208;
- Feliks Koneczny, edited by P. Skrzydlewski, Kraków 2020 (wersja angielska), pp. 214.;
- Człowiek – Wiara – Rodzina, Gdańsk 2022, ss. 245;
- W obronie integralnego rozwoju człowieka, małżeństwa i rodziny, Gadańsk 2023, ss. 179;
- Czy to koniec dziennikarstwa jakie znamy? Red. Kazimierz Wolny – Zmorzyński, Paweł Skrzydlewski, Zamość 2023, ss. 182.
- Współczesny atak na człowieka jako >>imago Dei<<, red. M. Marczewski, R. Gawrych, P. Skrzydlewski, Gdańsk 2024, ss. 476.

Był adiunktem i starszym wykładowcą w Instytucie Filozofii Teoretycznej Wydziału Filozofii KUL oraz adiunktem w Instytucie Filozofii Akademii Ignatianum w Krakowie. Został profesorem uczelni w Instytucie Matematyki i Informatyki Państwowej Wyższej Szkoły Zawodowej w Chełmie.
W październiku 2020 został doradcą ministra edukacji i nauki Przemysława Czarnka. 1 września 2021 roku został przez ministra Czarnka wyznaczony na stanowisko rektora reaktywowanej Akademii Zamojskiej. W marcu 2024 decyzją Kolegium Elektorów rektorem Akademii Zamojskiej został wybrany na stanowisko rektora Akademii Zamojskiej na kadencję 2024-2028.

## Odznaczenia
- Złoty Medal „Zasłużony dla Nauki Polskiej Sapientia et Veritas” (2023)[7]